# 革命統一戦線
革命統一戦線（かくめいとういつせんせん、Revolutionary United Front、略称RUF）とは、かつてシエラレオネに存在した反政府武装集団である。シエラレオネ内戦に深く関与し、一般市民の虐殺・暴行、都市の破壊、各国の調停団を拘束するなどの行動が国際的な非難を浴びた。内戦終結後は革命統一戦線党（RUFP）として政党に改組したものの、党勢はふるわず、2007年に全人民会議（APC）と合併した。

## 経緯
- 1970年代 腐敗し強権的な政府にたいして民主化を求める学生運動が盛んになるが弾圧された。
- 1984年 フォーラー・ベイ・カレッジで学生による政府へのデモ運動が起こる。
- 1985年 フォーラー・ベイ・カレッジでリビアのカダフィ大佐のイスラム社会主義の革命に共感する、学生41人を危険として退学処分。
- 1987年 運動の参加者であるアハメド・フォディ・サンコーがリビアで軍事訓練を積み、若手将校たちとともに創設。
- 1991年 隣国リベリアの支援を得て同国領内からシエラレオネに侵攻。腐敗した政府の打倒を目的とし、当初は占領地域の住民に対して政治教育をしていた。これに対してシエラレオネ政府は、ナイジェリアに派兵を仰ぎ、序盤から周辺諸国の代理戦争の形を呈する。
- 1992年 各地で攻勢を強める。
- 1994年 この頃から政治性は影を潜め、略奪や暴行が中心の集団になる。
- 1995年 政府が民間軍事会社エグゼクティブ・アウトカムズ（EO社）と契約。練度の高い同社社員らの攻勢により、打撃を受ける。
- 1996年 政府と和平協定に調印。
- 1997年 政府がEO社との契約打ち切り。RUFは軍事革命評議会（AFRC）と共同して軍事クーデターを起こし、アフマド・テジャン・カバー大統領から政権を奪取。ジョニー・ポール・コロマを議長とする軍事政権を樹立。内戦が再発。
- 1998年 西アフリカ諸国経済共同体（ECOMOG/ECOWAS）の軍事介入により軍事政権が打倒され、前大統領カバーが復帰。戦闘激化。
- 1999年 政府側と停戦に合意。革命統一戦線は政府に参画し、戦闘員は武装解除後に国軍と統合することで合意。その後、警察当局にサンコーが拘束される。
- 2000年 シエラレオネ政府との停戦。国際連合シエラレオネ派遣団(UNAMSIL)主導で武装解除のミッションが行なわれる。
- 2003年 ジュネーヴ条約の人道に対する罪で告訴され、シエラレオネ特別法廷での裁判が予定されていた、元RUF司令官のサム・ボッカリィが死亡。RUFの指導者であったアハメド・フォディ・サンコーが死去。
- 2004年 UNAMSILにより7万人以上の戦闘員に対する武装解除が終了。政党に改組。
- 2007年 全人民会議（APC）に吸収合併、消滅。
- 2009年、RUFの生き残りの司令官だったオーガスティン・グバオ、イッサ・セセイ、モーリス・カロンらが、戦争犯罪と人道の罪で有罪判決。

## 軍事上の特徴
序盤にシエラレオネ東部のダイヤモンド鉱山を押さえたことにより豊富な資金と武器を確保、後先を全く考えない虐殺と破壊行動を繰り返した（紛争ダイヤモンド）。この際に、躊躇なく多数の住民の殺害、手足の切断、暴行などを行い村々を焼き払った。また、村々の少年少女を半ば拉致し、麻薬漬けにした上で少年兵として勢力に組み込み戦闘を拡大させた。革命統一戦線が約10年間続けた内戦は、ただでさえ脆弱だった国内のインフラを壊滅状態とし、内戦終結後も多くの国民に苦痛と後遺症をもたらした。
指導者のサンコー自身ムスリム（イスラム教徒）であり、リビアのカダフィ大佐のイスラム社会主義による革命を目指していた。その為、RUFのメンバーは主にムスリムであるが、中にはムスリムではない者も多くいる。

## 革命統一戦線党
指導者のサンコーが逮捕され、内戦が終結し、平和を取り戻した2002年以降、RUFはアリマミー・パッロ・バングラにより、「革命統一戦線党（RUFP）」と言う政党を立ち上げ転換した。2006年からの党の事務総長はジョナサン・クポソア（Jonathan Kposowa）だった。2001年5月10日の選挙でRUFPは2.2％の当選で、議席を獲得している。2002年に行われたシエラレオネの大統領選では、RUFP候補としてアリマミー・パッロ・バングラとピーター・ヴァンディが出馬している。2007年７月にRUFPは全て全人民会議に合併した為、現在消滅。